# Places de Naples
Les places de Naples ont une valeur artistique, historique, architecturale et touristique remarquable ; leur histoire accompagne celle de la ville depuis des siècles, elles font toujours partie intégrante de la vie urbaine, des marchés ou des grands événements publics et politiques : elles constituent un élément de charme supplémentaire de la ville.

## Liste
- Place Scipione Ammirato
- Place Nicola Amore
- Place Bellini
- Place Giovanni Bovio
- Place Carità
- Place Carlo III
- Place Cavour
- Place Dante
- Place Duca D'Aosta
- Place Ferdinando Fuga
- Place Giuseppe Di Vittorio
- Place del Gesù Nuovo
- Piazza Garibaldi
- Place des Martyrs
- Place Matteotti
- Place del Mercato
- Place Monteoliveto
- Place del Municipio
- Place Nationale
- Place Nilo
- Place Nolana
- Place de la République
- Place Piedigrotta
- Place du Plébiscite
- Place Quattro Giornate
- Place San Domenico Maggiore
- Place San Gaetano
- Place Sannazaro
- Place Trieste e Trento
- Place de la Victoire

## Galerie

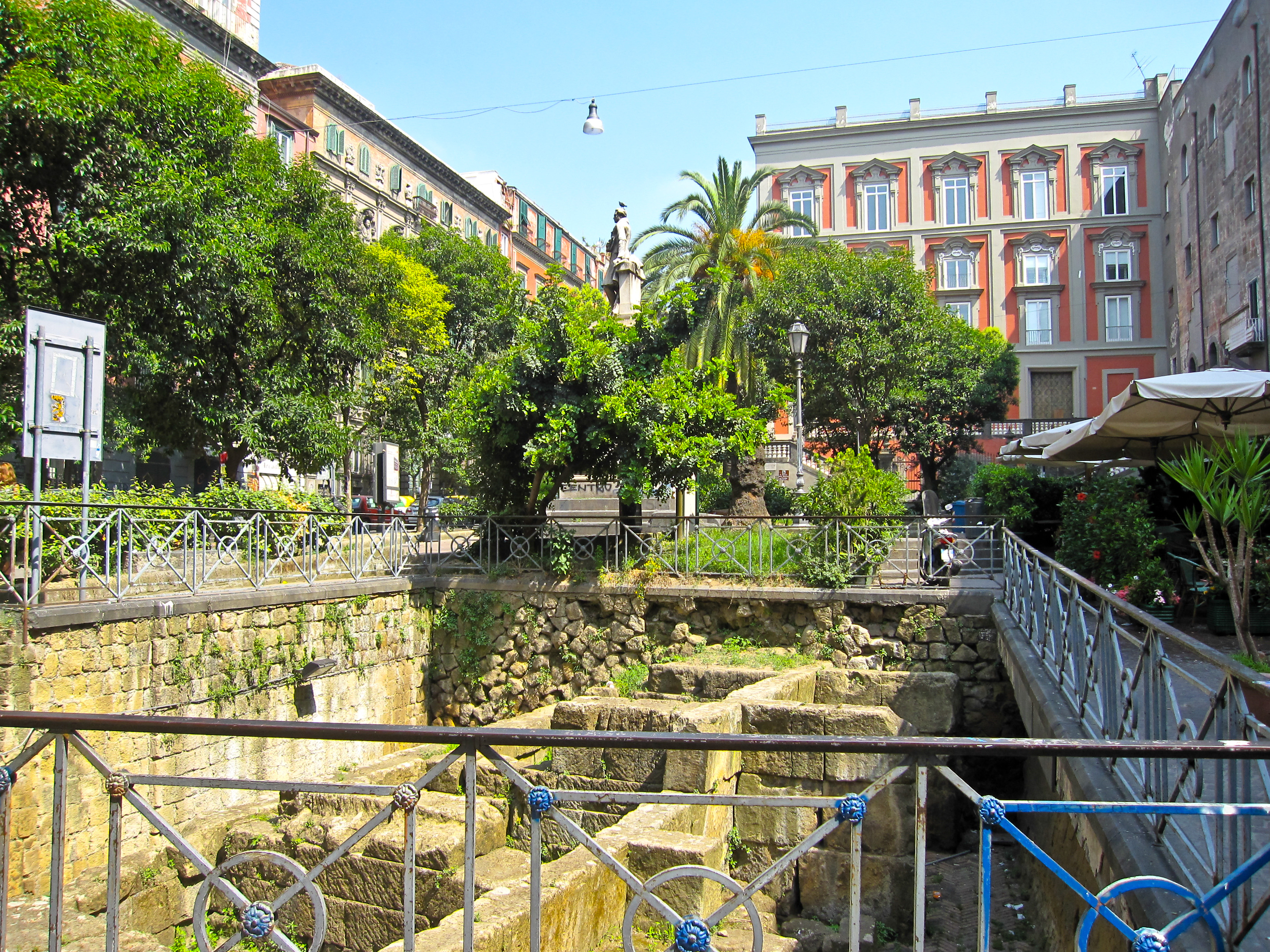
Place Bellini.
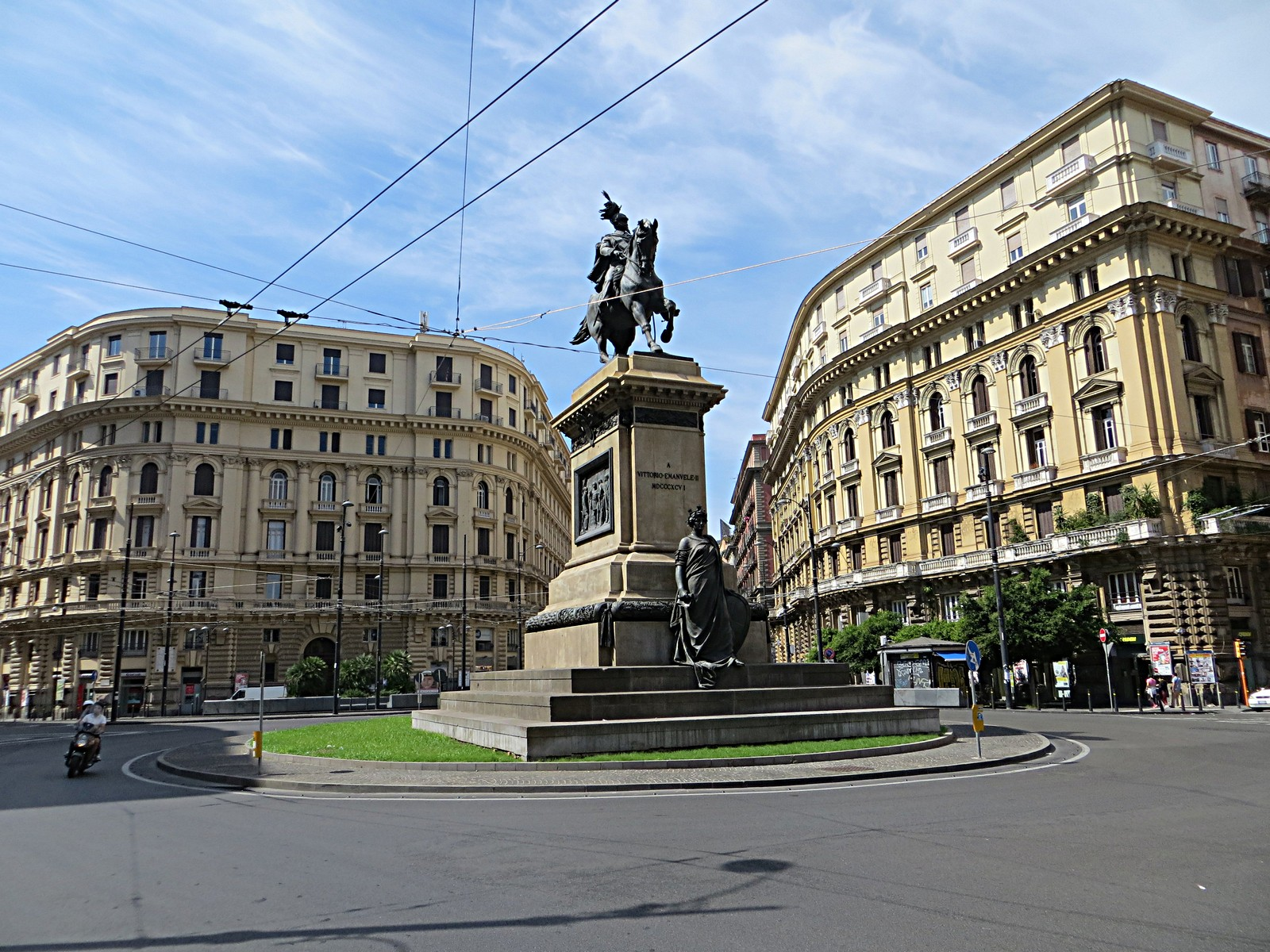
Place Giovanni Bovio.
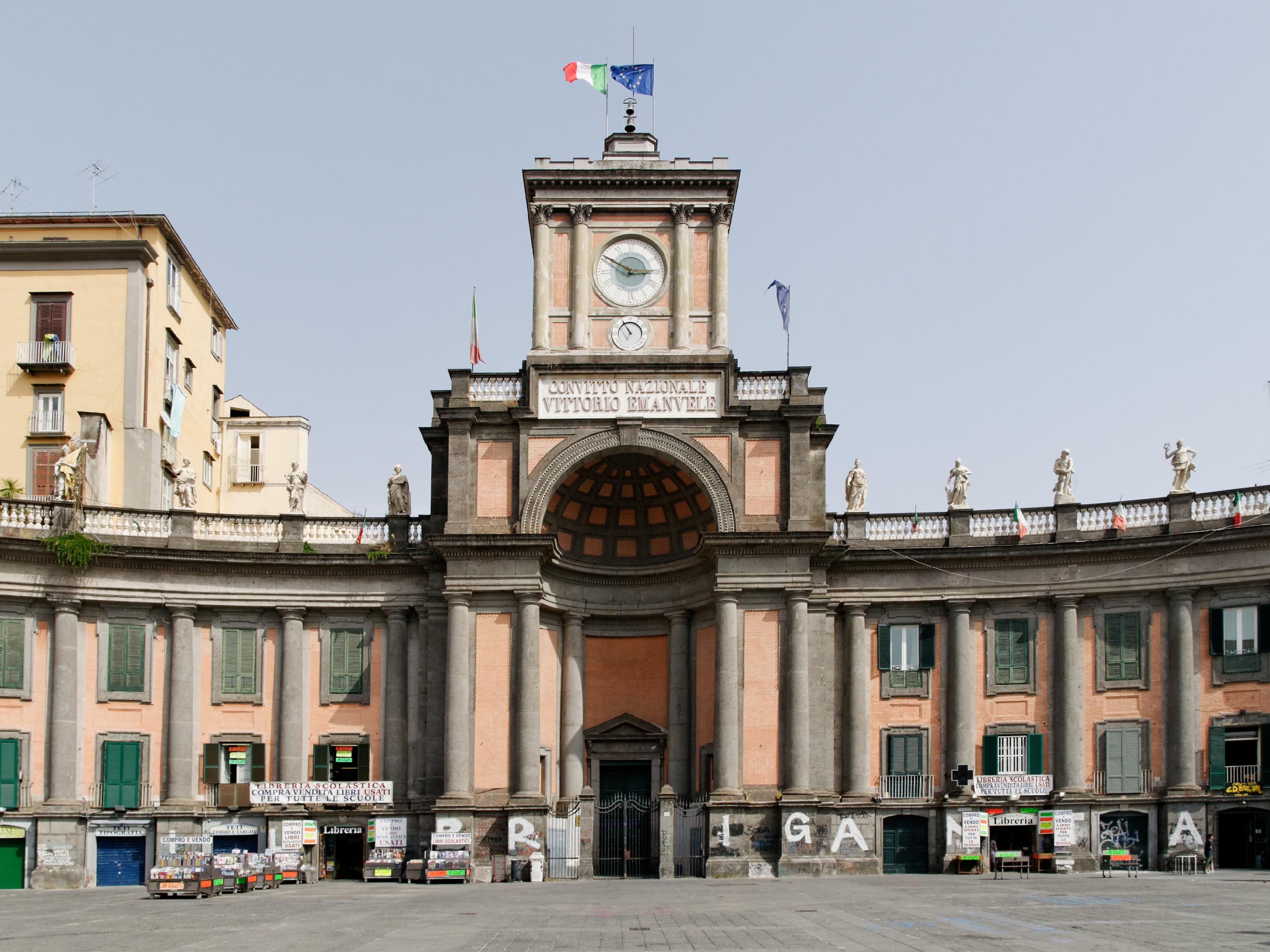
Place Dante.
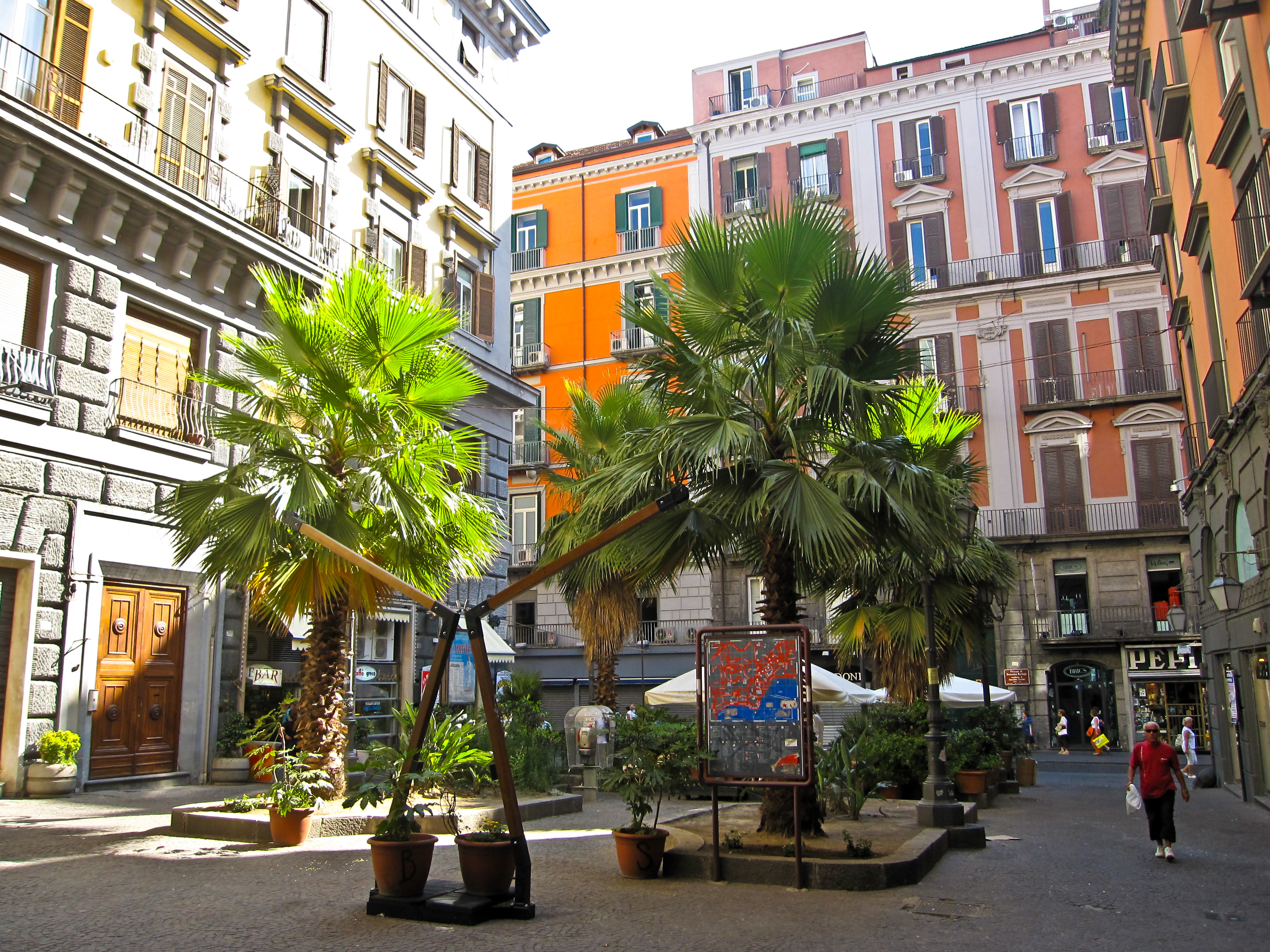
Place Duca d'Aosta.
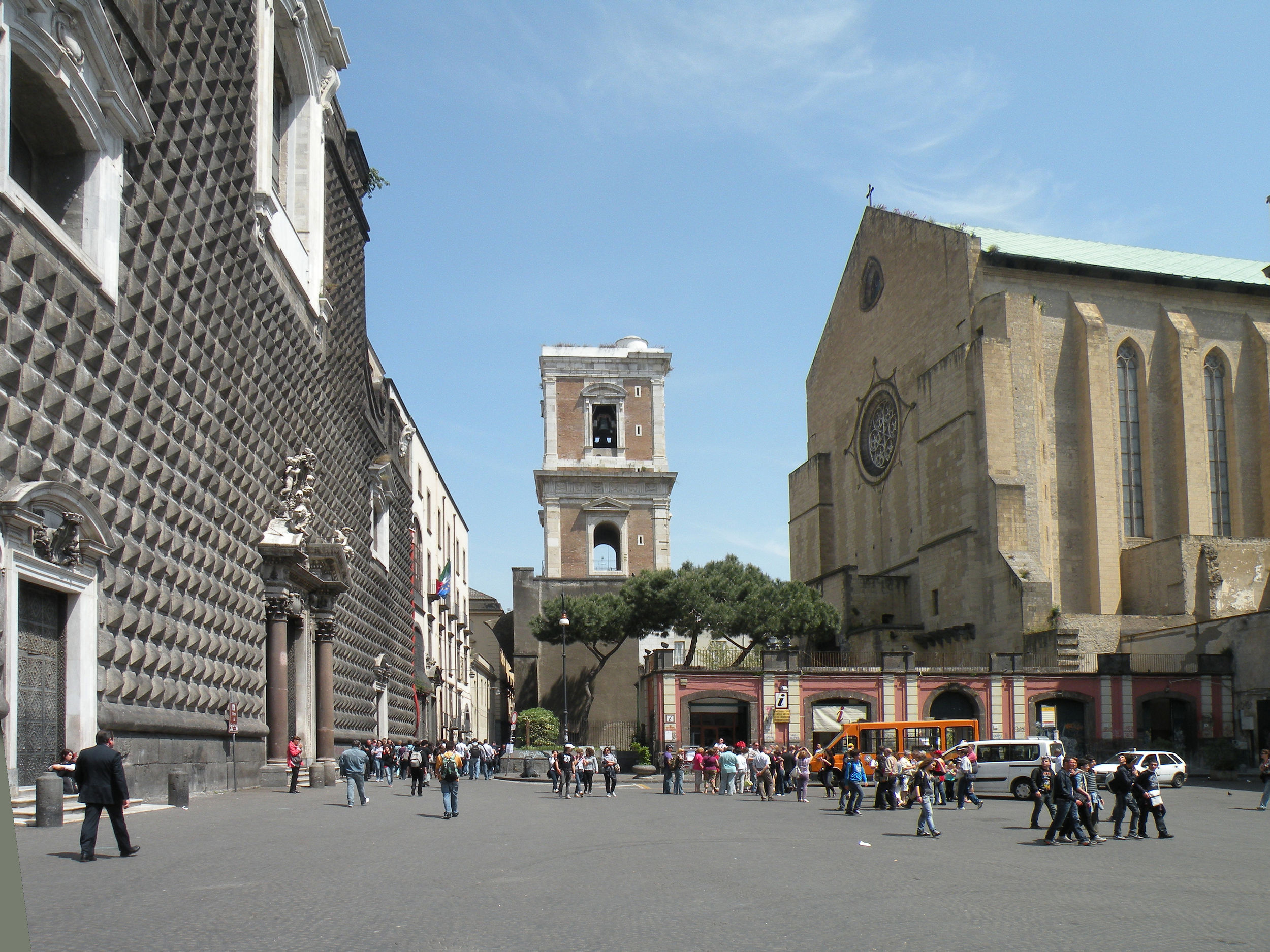
Place Gesù Nuovo.
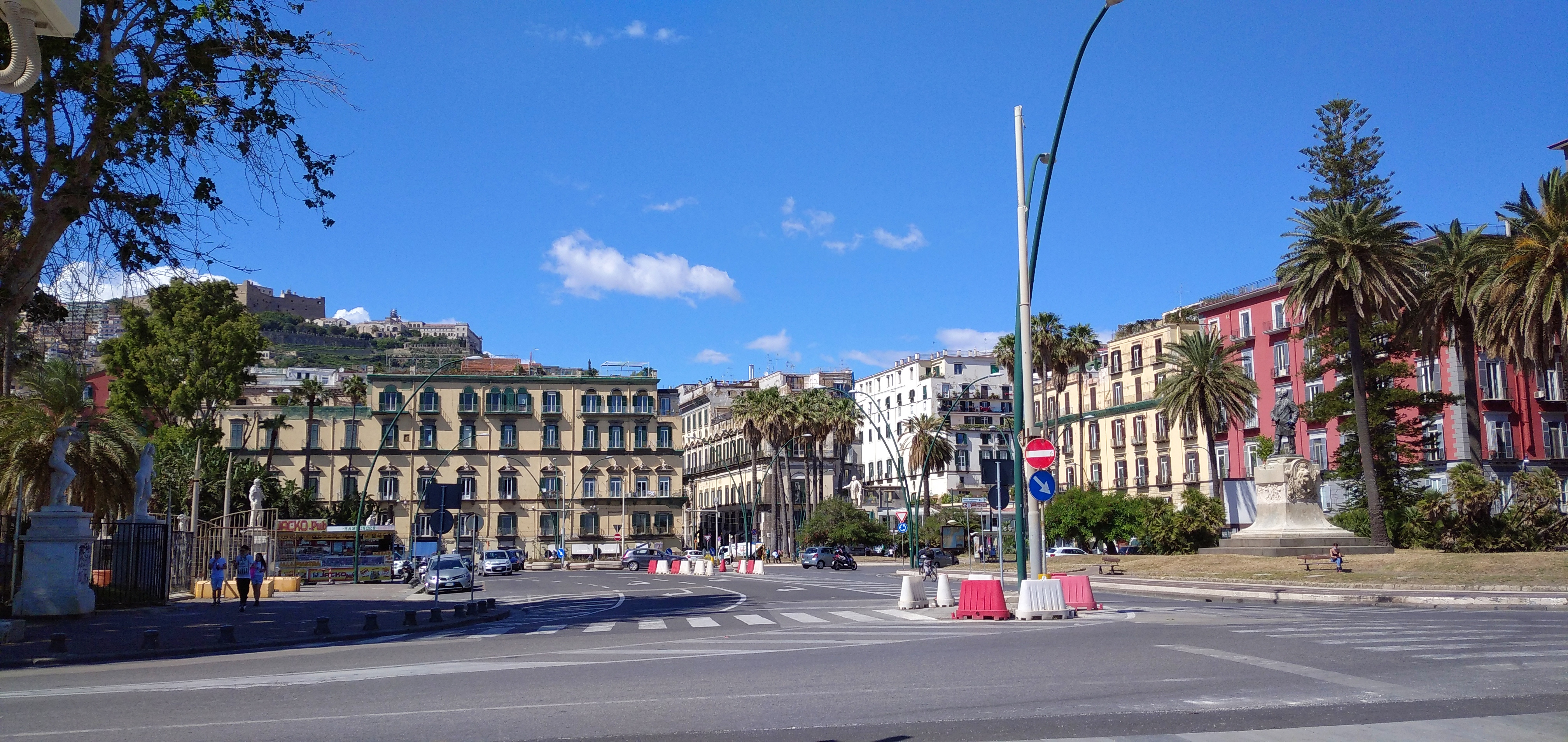
Place Vittoria.
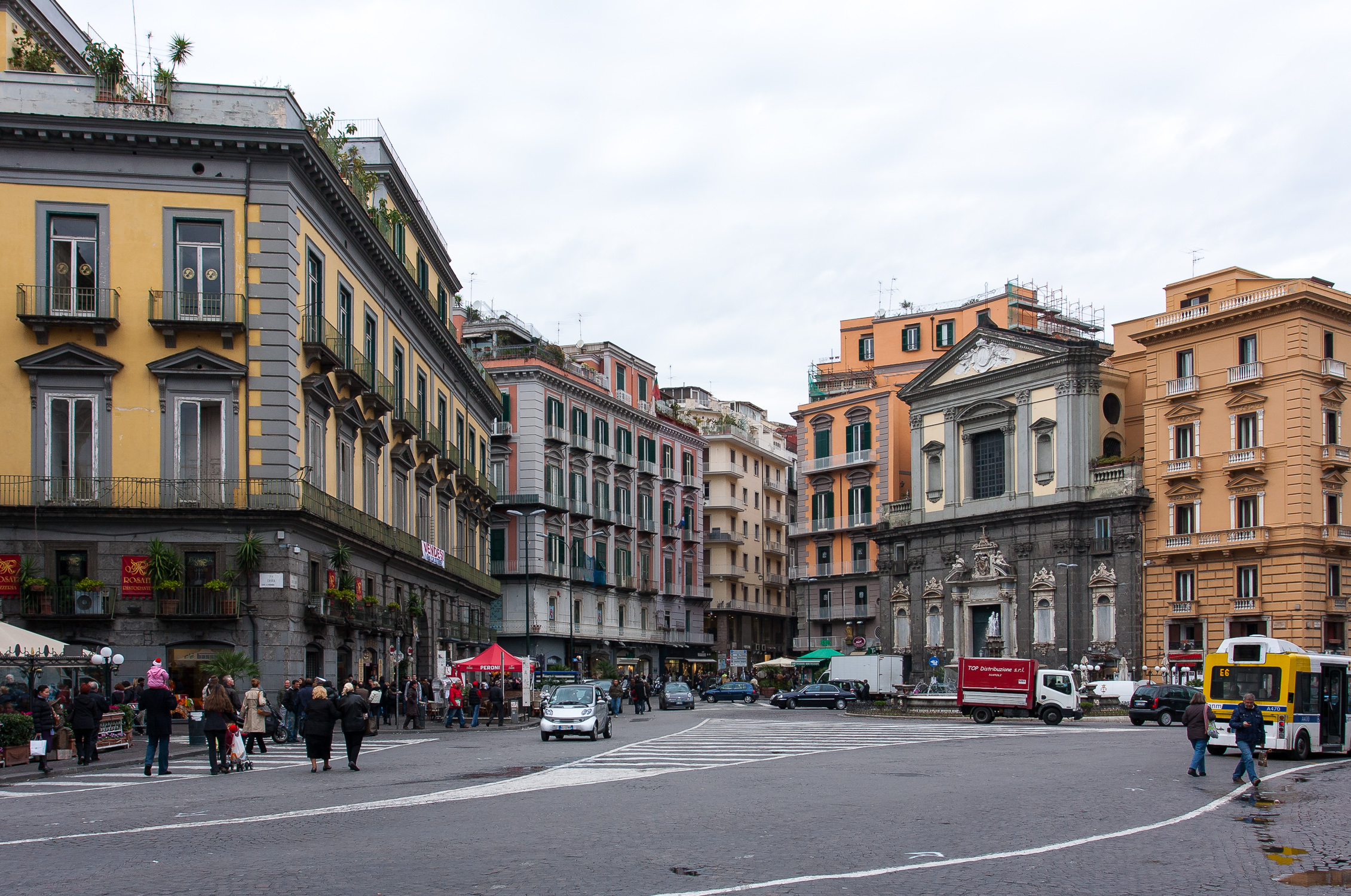
Place Trieste e Trento.
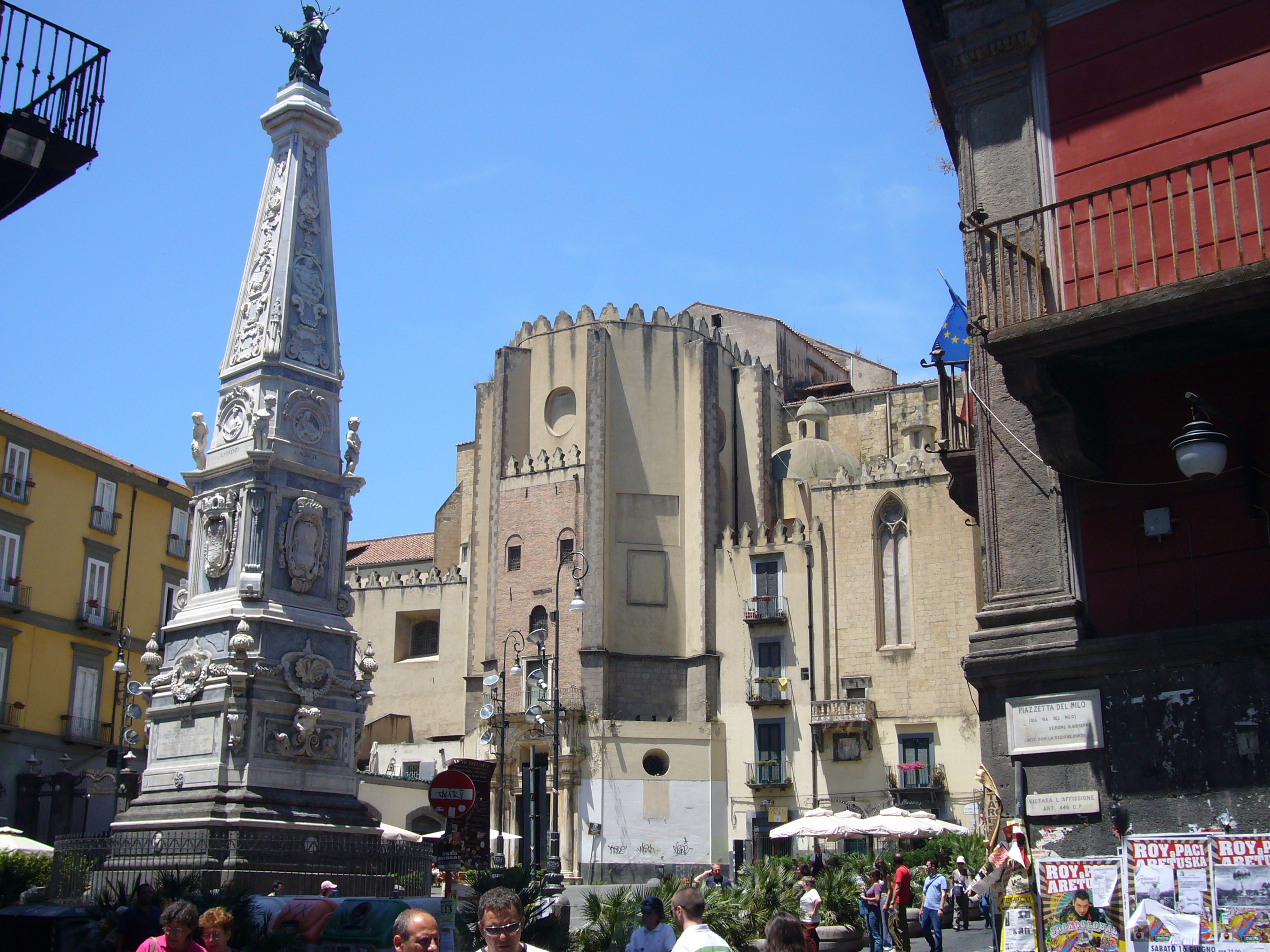
Place San Domenico Maggiore.
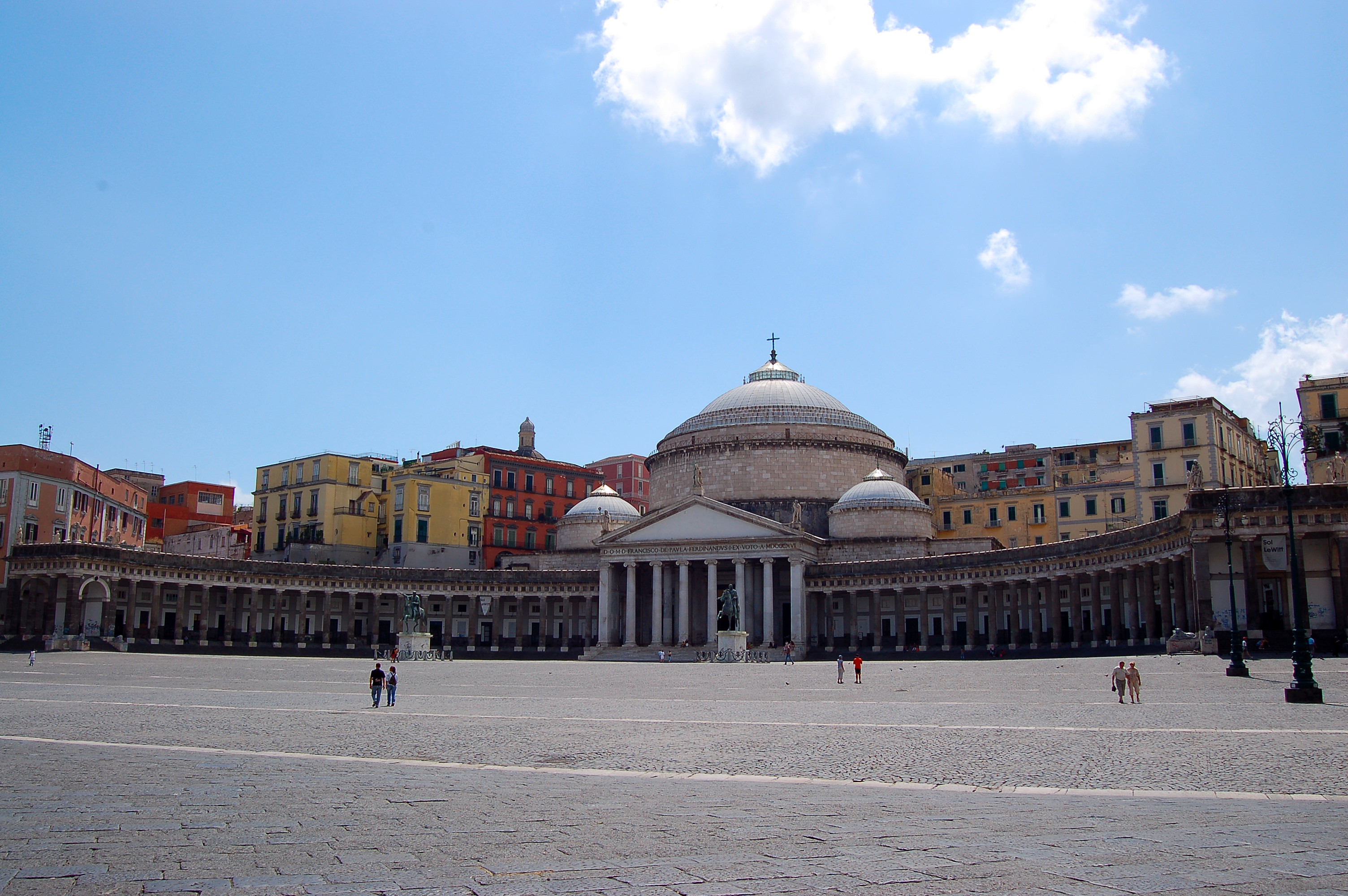
Piazza Plebiscito.
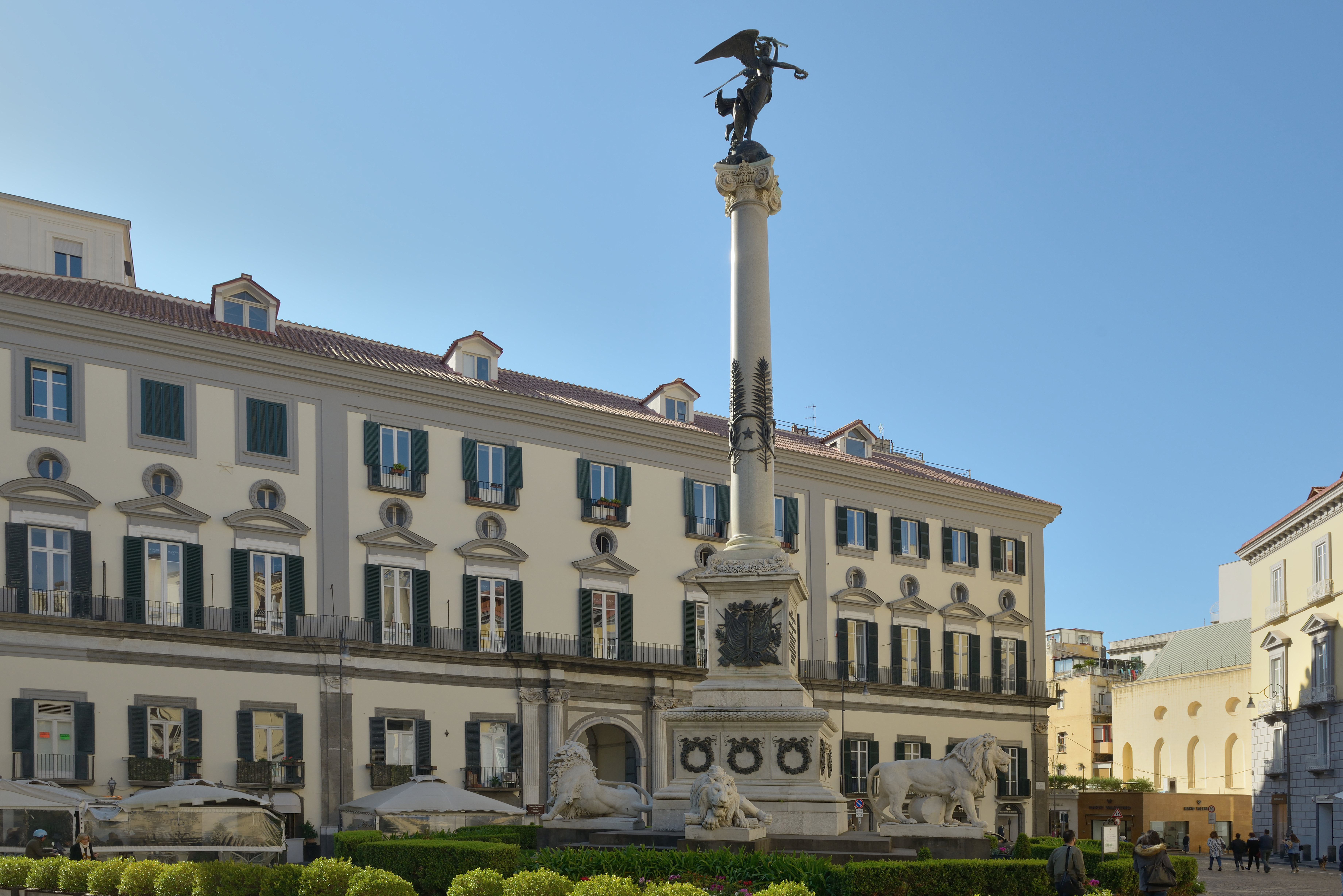
Place dei Martiri.
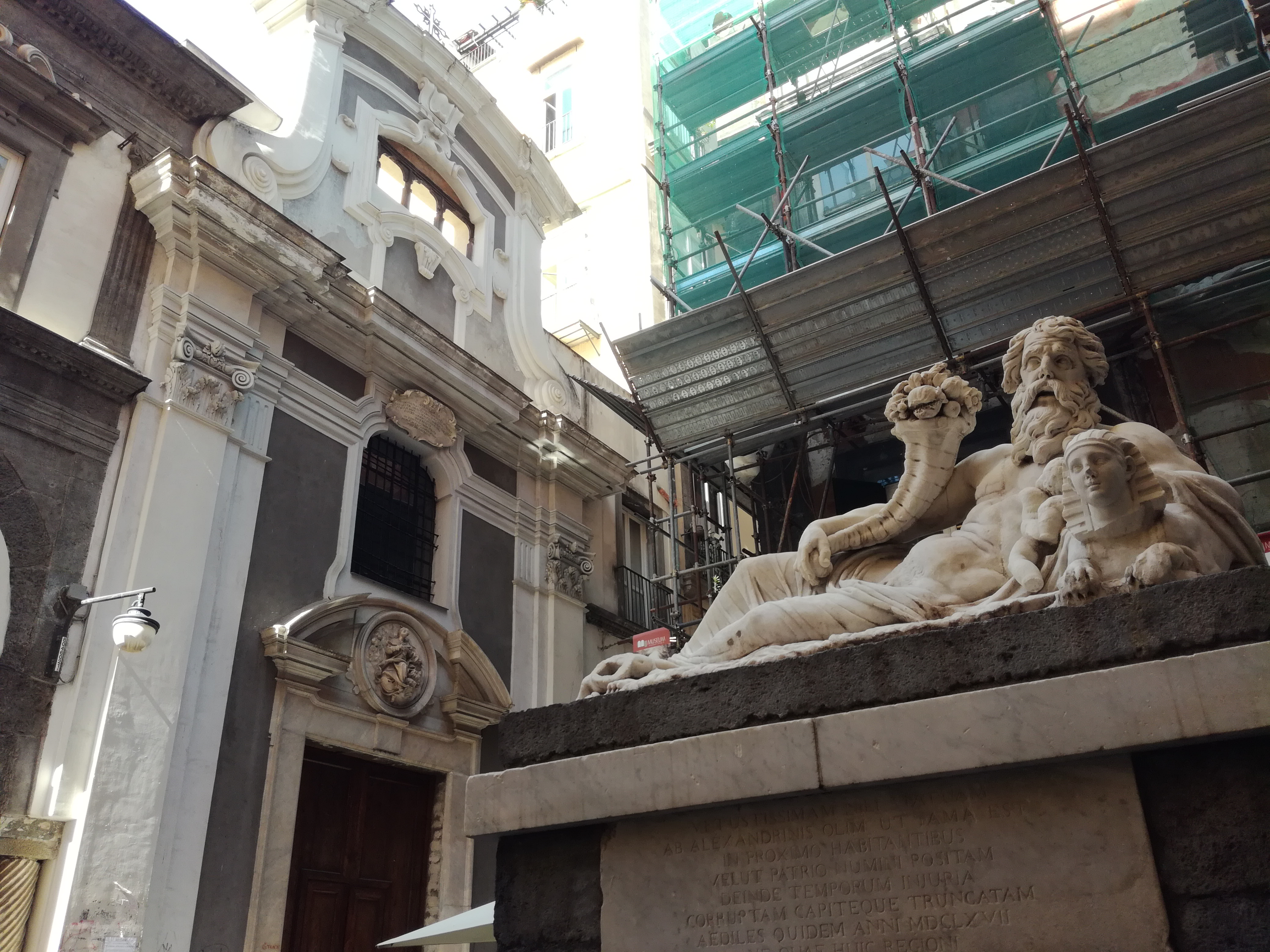
Place Nilo.
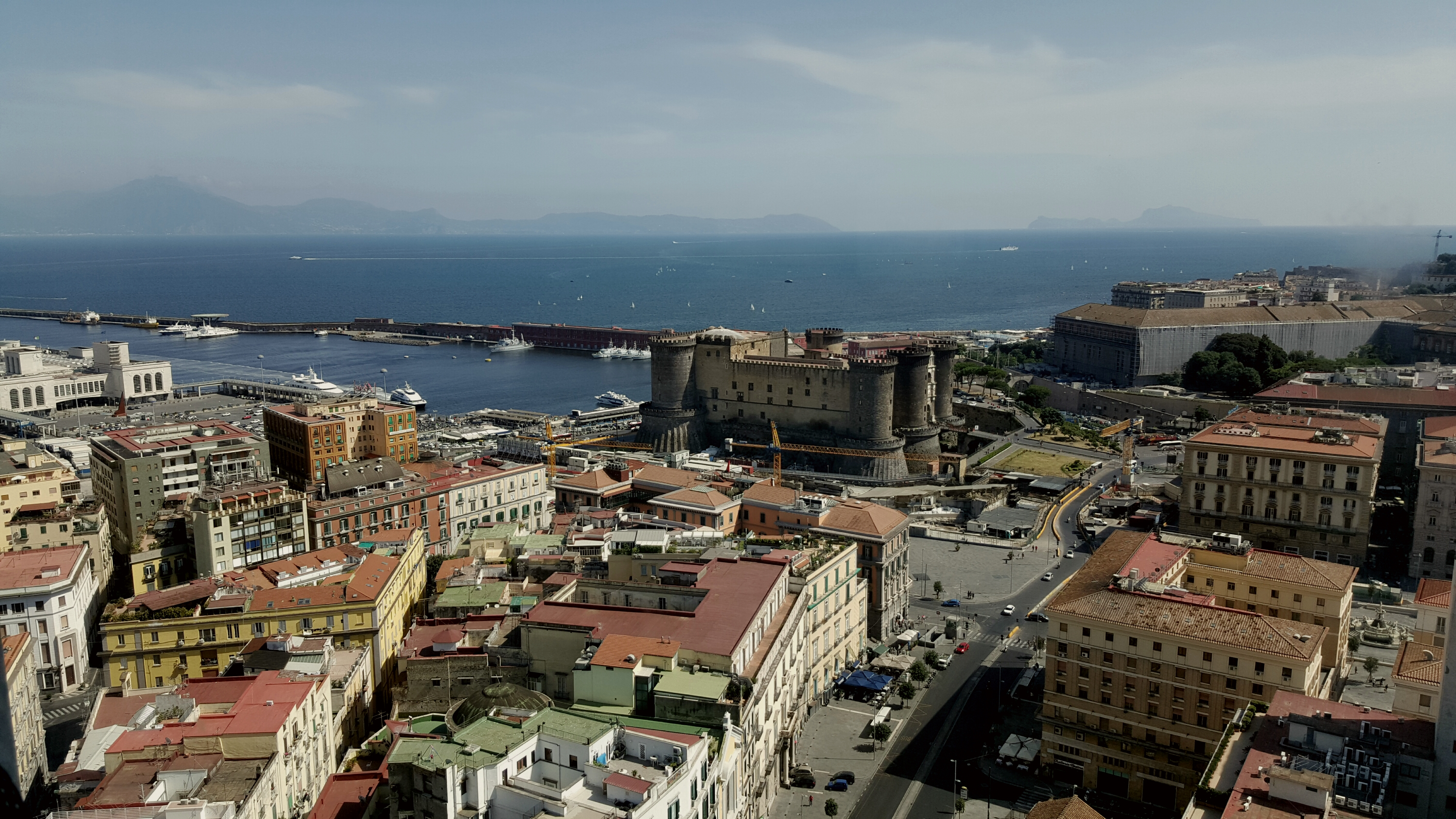
Place Municipio.
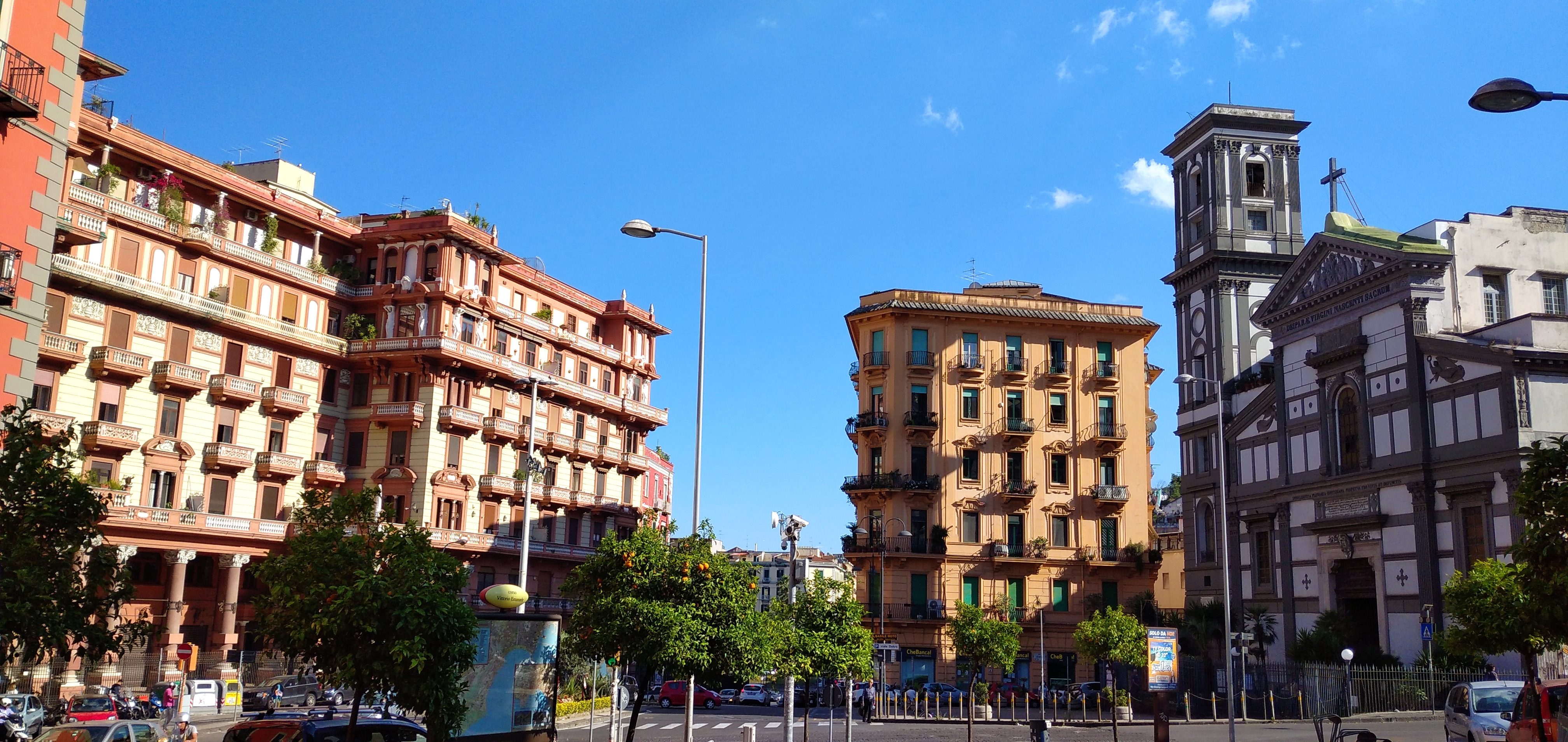
Place Piedigrotta.